# Битва при Муте
Би́тва при Му́те (араб. غزوة مؤتة‎) — сражение, произошедшее в августе—сентябре 629 года к востоку от южного конца Мёртвого моря между отрядом арабов-мусульман с одной стороны, и объединённым войском византийцев с арабскими христианскими племенами, находившимися на службе у Византийской империи — с другой.
В мусульманской традиции сражение при Муте считается газвой, которая по причине назначения пророком Мухаммедом трёх командиров (эмиров) носит название «Войско эмиров» (Джайш аль-умара) или «Экспедиция эмиров» (Баас аль-умара).

## Предыстория
Летом 629 года византийский император Ираклий прибыл в Сирию для наведения там порядка после персидской оккупации. В частности, планировалось вернуть в Иерусалим отбитое у персов Древо Креста. Тогда же пророк Мухаммед отправил с аль-Харисом ибн Умайром аль-Азди письмо к царю города Бусры (Бостры) в Заиорданье с приглашением принять ислам. Бусра в то время признавала власть Византии. В области Балка посол пророка был задержан и убит местным гассанидским правителем Шурахбилем ибн Амром, также служившим Византии. Аль-Харис ибн Умайр стал единственным убитым послом пророка. В ответ на это открытое пренебрежение международным обычаем, который говорит о неприкосновенности послов, Мухаммед отправил в Балку трёхтысячное войско под командованием Зейда ибн Харисы. Пророк приказал в случае гибели Зейда передать командование к Джафару ибн Абу Талибу, в случае смерти Джафара — к Абдуллаху ибн Равахе, а в случае и его смерти, мусульмане сами выберут командующего среди воинов. Вместе с этим, пророк запретил причинять зло детям, женщинам, старикам и людям, укрывшимся в монастырях, а также наносить вред пальмовым рощам, рубить деревья и разрушать здания. После того как войско дойдёт до места убийства посла, следовало призвать всех жителей к принятию ислама и, в случае выполнения этого условия, прекратить все военные действия.
Зейд ибн-Хариса рассчитывал на внезапность вторжения, однако в оазисе Вади аль-Кура его войско неожиданно столкнулось с разведывательным отрядом гассанидов в 50 всадников и вынуждено было дать стремительный бой. Разведчики были смяты, в краткой стычке погиб Садус — брат Шурахбиля ибн Амра, однако вести о приближении неприятеля быстро распространились и дали возможность подготовиться к обороне. Для рекогносцировки Шурахбиль ибн Амр выслал навстречу мусульманам другого брата — Вабра, а византийский наместник (викарий) Феодор отступил из своей резиденции в Маане (Мухеоне) к городу Моав (Ареополь), где собрал значительную армию из византийцев и находившихся на службе у Византии арабов-христиан, среди которых упомянуты племена гассанидов, лахмидов, джузамитов, кудаитов (в их числе — племена балий, бахра и аль-кайн), а также ваилитов и бакритов. Предводителем византийских арабов, согласно некоторым сообщениям, был вождь гассанидов Шурахбиль ибн Амр, по другим — Малик ибн Зафила (Рафила) из рода Ираша племени Балий. Общую численность выступивших на стороне Византии арабов мусульманские источники оценивают в 100 000 человек, причём ибн Исхак насчитывает кроме этих 100 000 арабов ещё и такое же количество византийцев. Но, вероятнее всего, эти цифры являются явно завышенными, и реальная численность византийской армии составляла около 10000 человек.
Достигнув Маана, мусульмане узнали, что против них выставлены превосходящие силы и долго не решались вступить в сражение. Они простояли двое суток, обсуждая создавшееся положение. Некоторые советовали отступить и просить у Мухаммеда подкрепления, другие же, в том числе и Абдаллах ибн Раваха, настаивали на движении вперёд. Последнее мнение возобладало. Отряд вышел из Маана, намереваясь напасть на византийцев в священный для мусульман день.
Встретившись под Маабом с войском противника, мусульмане отошли к находящемуся неподалёку местечку Мута (Мофа), стали там лагерем и принялись готовиться к бою. Согласно «Хронографии» Феофана Исповедника, викарию Феодору о планах мусульманского отряда сообщил некий курайшит по имени Кутава. Византийский наместник узнал от него день и час нападения и, решив упредить мусульман, сам напал на них под Мутой.

## Ход сражения
Битва состоялась в месяц джумада аль-авваль 8 года хиджры, то есть между 27 августа и 25 сентября 629 года. Общее руководство силами мусульман осуществлял Зейд ибн Хариса, командующим правым крылом был поставлен Кутба ибн Катада, а левым — Абая ибн Малик.
В начавшейся схватке Зейд ибн Хариса пал шахидом, и знамя перешло в руки Джафара ибн Абу Талиба. От удара меча врага Джафар лишился правой руки и схватил знамя левой рукой. Вскоре он лишился и левой руки, после чего прижимал знамя к груди обеими культями, не опустив его до самой смерти. Принявший после Джафара командование Абдуллах ибн Раваха также пал в борьбе за веру. В то же время, Кутбе ибн Катаде удалось сразить предводителя византийских арабов Малика ибн Зафилу.
После гибели трёх эмиров, знамя командующего по решению воинов было вручено Халиду ибн аль-Валиду. Согласно преданию, пророк Мухаммед в это время находился в Масджид ан-Набави, где излагал сахабам происходящее на поле боя, сообщив в том числе и о мученичестве эмиров. Когда же командование перешло к Халиду ибн аль-Валиду, пророк сказал следующее:
…наконец знамя взял один из мечей Аллаха, и Аллах облегчил победу для мусульман.
(аль-Бухари: 3757, 4262)
К этому времени мусульмане не имели больше возможностей сдерживать натиск противника. Перед тем как начать отступление, Халид ибн аль-Валид перестроил боевые порядки: поменял местами авангард с арьергардом, а правое крыло — с левым. Этой военной хитростью он создал впечатление, что к отряду мусульман прибыли свежие силы и заставил викария Феодора воздержаться от преследования. Таким образом, Халид ибн аль-Валид сумел привести войско в Медину с наименьшими возможными потерями.

## Последствия
Узнав об этом сражении, все арабы были повергнуты в изумление и замешательство, поскольку в те времена Византия представляла собой самую могущественную силу на земле, и все жители Аравии считали борьбу с ней равносильной самоубийству. Таким образом, сражение маленького войска, состоявшего всего лишь из трёх тысяч человек, с огромной десятитысячной армией и последующее благополучное возвращение этого войска, которое даже не понесло ощутимых потерь, воспринималось не иначе как чудо и доказывало, что мусульмане были людьми нового, неизвестного арабам типа.
Под Мутой двенадцать мусульман стали шахидами. Пророк Мухаммед проливал по ним слёзы, но запретил всякие причитания и наказал родственникам и соседям помогать семьям погибших и три дня варить для них пищу. Сам пророк на протяжении трёх дней посылал еду в дом своего двоюродного брата Джафара и впоследствии принял на себя обязанность по присмотру за его детьми.
Воины ислама стойко сражались против врага при Муте. Халид ибн аль-Валид принял ислам за шесть месяцев до сражения при Муте, во время «умры возмещения» (умрат аль-када) пророка в Мекку и впервые принимал участие в войне в рядах мусульман. За проявленную высокую храбрость в сражении при Муте Халид ибн аль-Валид заслужил от пророка хвалу и удостоился звания Сайфуллах (Меч Аллаха). По словам самого Халида ибн аль-Валида, в тот день в его руках сломалось девять мечей, и только широкий йеменский меч остался цел. Участник битвы Абдуллах ибн Умар рассказывал, что он насчитал около пятидесяти ран от меча, стрел и копий на груди шахида Джафара ибн Абу Талиба. Пророк Мухаммед объявил, что за две отрубленные руки Джафар ибн Абу Талиб будет летать в раю на двух крыльях. В связи с этим его стали именовать Джафар ат-Таййар (Летучий Джафар).
В этой битве воины Мухаммеда впервые встретились лицом к лицу с армией одной из самых сильных империй того времени — Византии. Отход с поля битвы и возвращение в Медину расценивается сегодня мусульманами как победа, потому что, несмотря на численное превосходство врага, мусульманский отряд понёс наименьшие возможные потери. Турецкий профессор Мустафа Файда характеризует это сражение следующими словами:
В битве при Муте мусульмане получили возможность поближе узнать византийскую армию, форму ведения войны, тактику и оружие византийцев. Данный опыт принесёт немалую пользу в последующих сражениях с византийской армией. Наряду с этим, арабы Сирии и Палестины увидели силу веры, отвагу и храбрость мусульман и получили возможность узнать новую религию и её последователей.